# Més enllà del mirall
Més enllà del mirall és el darrer llarmetratge documental realitzat per Joaquim Jordà l'any 2006. Aquesta pel·lícula s'introdueix en el món de les agnòsies i les afàsies, malalties cerebrals que comporten diferències substancials a l'hora de percebre allò que anomenem «realitat».
L'any 1997, Joaquim Jordà va patir un infart cerebral, que li va provocar agnòsia i afàsia. Va perdre part de la visió d'un ull, la capacitat de distingir formes i colors, orientar-se en l'espai i en el temps i quedà incapacitat per a entendre el llenguatge escrit. Com a punt de partida, es va sentit atret per un article al diari El País que narrava el cas d'Esther Chumillas, una noia de divuit anys agnòsica des dels quinze com a conseqüència d'una meningitis mal diagnosticada. El director es va posar en contacte amb ella, van començar una relació d'amistat i esdevingué la protagonista del seu darrer film.
La pel·lícula es va estrenar el novembre del 2006, després de la mort del director, i fou nominada a millor pel·lícula documental als Premis Goya de 2007.